# Sciara scita
Sciara scita är en tvåvingeart som beskrevs av Oskar Augustus Johannsen 1912. Sciara scita ingår i släktet Sciara och familjen sorgmyggor.
Artens utbredningsområde är Washington. Inga underarter finns listade i Catalogue of Life.